# Pieter Bast

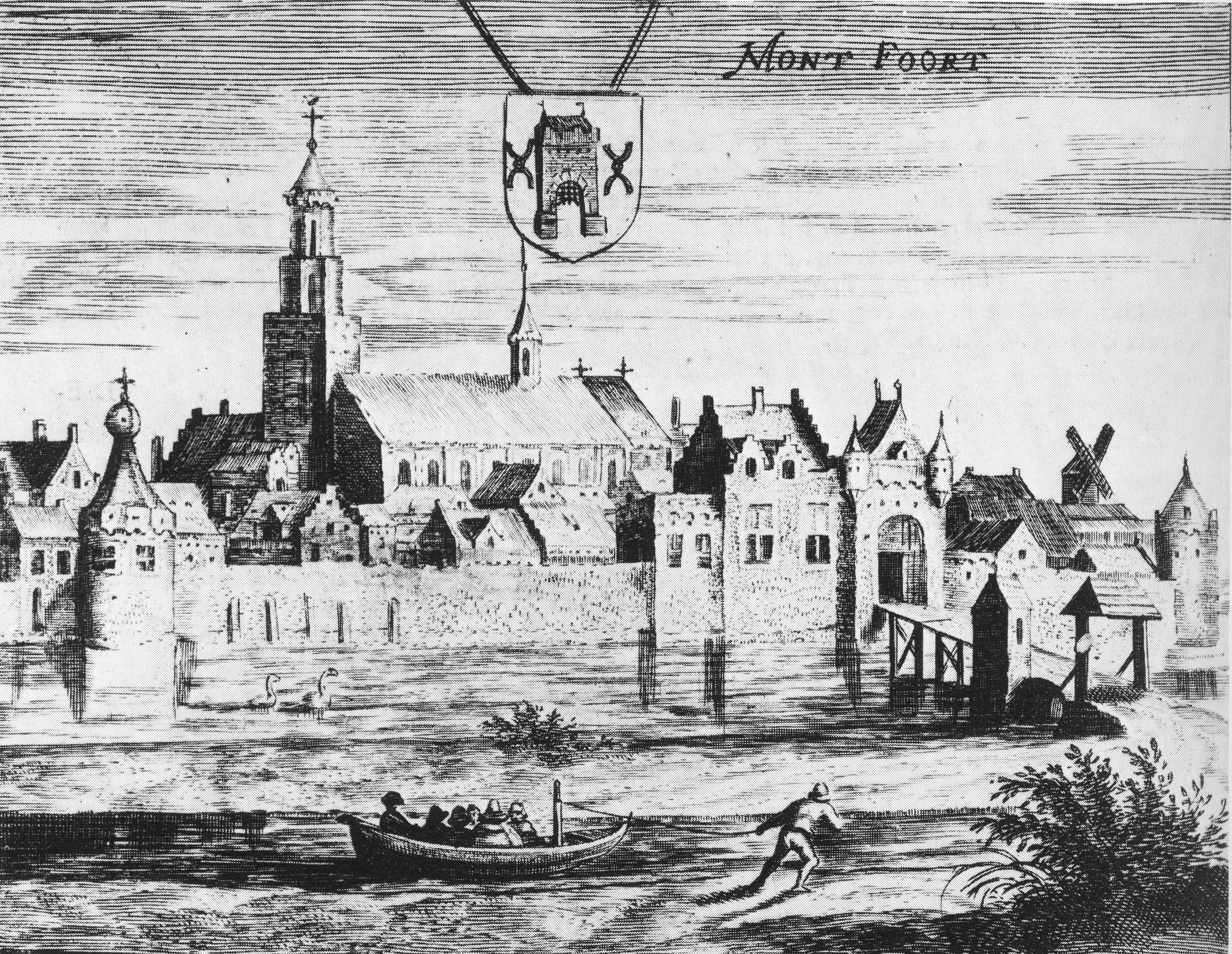
Gezicht op Montfoort in spiegelbeeld, omstreeks 1620

Plattegrond van Amsterdam in 1597

Pieter Bast (Antwerpen, ca. 1550 – Leiden, 17 maart 1605) was een Nederlandse graveur en tekenaar.

## Biografie
Pieter Bast werd in Antwerpen geboren, maar over zijn vroege jeugd is weinig meer bekend dan dat hij een kind was van Josyntje Plantijn, die deel uitmaakte van de beroemde drukkersfamilie Plantijn.
Op 31 augustus 1601 trouwde Pieter Bast in Leiden met Aryaentje Geryt Schaecken. Het jaar daarop kocht hij een huis in de Lokhorststraat naast de Latijnse school. Pieter Bast graveerde kaarten en stadsgezichten van Nederlandse steden. Voor zover bekend heeft hij alleen binnen de Republiek der Zeven Verenigde Nederlanden gewoond en gewerkt, hoewel hij tevens een kaart van Emden heeft gemaakt. Hij werkte ook als landmeter waardoor hij goed op de hoogte was van verhoudingen en afstanden.

### Kaart van Amsterdam
Het bekendste werk van Pieter Bast is de plattegrond van Amsterdam die hij tekende en graveerde in 1597. Deze beslaat in totaal vier bladen. Sinds 1544 was er geen nauwkeurige stadsplattegrond van Amsterdam verschenen, vandaar dat de plattegrond van Bast historische betekenis heeft. De plattegrond verscheen in 1597 (na augustus) en werd in eigen beheer uitgegeven. De kaart werd ondertekend met "Petri baſt au[ctor] · et · sculp[sit] ·" (Petri Bast [is de] maker en heeft [dit] gegraveerd).

### Verder werk
Pieter Bast maakte verder nog gravures van Middelburg, Dordrecht, Leeuwarden, Franeker, Emden, Leiden, Utrecht. Hij maakte ook gravures van historische gebeurtenissen zoals het beleg en de inname van Nijmegen door Prins Maurits op 14 oktober 1591, de Slag bij Nieuwpoort. Hij werkte samen met onder andere Floris Balthasars en Johannes Sems.
Hij werd in Leiden in de Sint Pieterskerk begraven.
- Bibliothèque nationale de France: cb14969059b (data)
- Biografisch Portaal: 90154461
- Digitale Bibliotheek voor de Nederlandse Letteren: bast011
- Gemeinsame Normdatei: 133332403
- International Standard Name Identifier: 0000 0004 3523 072X
- KulturNav: 30627a9f-9706-41ec-b771-910a889ed5a1
- Library of Congress Control Number: n82049876
- Nederlandse Thesaurus van Auteursnamen: 068494122
- RKD-Nederlands Instituut voor Kunstgeschiedenis: 4924
- Union List of Artist Names: 500028890
- Virtual International Authority File: 72579011
- WorldCat: E39PBJyMcHwpdHtQqcRMHYxMT3